# Ipotesi psicosociale sugli UFO
L'ipotesi psicosociale sugli UFO, detta anche ipotesi psicoculturale o ipotesi sociopsicologica, consiste nella spiegazione che la comunità scientifica fornisce in merito al fenomeno degli avvistamenti di UFO e alle varie leggende metropolitane a essi correlate, quali presunti contatti e rapimenti alieni. Tali fenomeni si spiegano con ragioni psicologiche, sociologiche e culturali. L'ipotesi psicosociale si contrappone alle tesi non scientifiche degli ufologi, che invece sostengono la cosiddetta ipotesi extraterrestre, e si differenzia dal mero debunking, il cui scopo si limita a smascherare bufale, in quanto studia il fenomeno con l'obiettivo di identificarne le cause.
Tale tesi è sostenuta dalla comunità scientifica in quanto è compatibile con l'insieme delle conoscenze accertate con metodo scientifico e pertanto, in base al principio del rasoio di Occam, è ritenuta preferibile all'ipotesi extraterrestre e all'ipotesi interdimensionale.

## Storia della teoria
Nel 1954, lo psichiatra francese George Heuyer scrisse una nota per il Bulletin de l'Acadèmie Nationale de Médecine in cui esprimeva l'idea che gli UFO potevano essere espressione di una isteria di massa, specialmente durante le cosiddette "ondate di avvistamenti di UFO".
Nel 1958 lo psichiatra Carl Gustav Jung scrisse il saggio Un mito moderno. Le cose che si vedono in cielo, in cui avanzava l'idea che gli UFO potevano essere parzialmente spiegati come fenomeni psicologici. In particolare, Jung vide un'analogia tra la forma circolare degli UFO e i maṇḍala: gli UFO sarebbero visioni di un inconscio troppo represso, che tende a ricostruire la totalità della psiche. Con il suo saggio Jung è considerato il fondatore dell'ipotesi psicosociale, anche se è chiamato in causa anche dai sostenitori delle spiegazioni paranormali sugli UFO perché nel suo saggio considera anche l'ipotesi che esista una sincronicità tra visione dell'inconscio e fenomeno reale.
Nel 1977 il francese Michel Monnerie ha sviluppato ulteriormente l'ipotesi di Jung, esprimendo l'idea che i casi di avvistamenti di UFO non riconducibili a spiegazioni convenzionali (palloni sonda, fenomeni naturali, ecc.) siano spiegabili con proiezioni psicologiche che causano una specie di "sogno da svegli". Il giornalista belga Jacques Scornaux ha contribuito con i suoi articoli alla diffusione delle idee di Monnerie.
Nel 1978 il sociologo francese Bertrand Méheust ha chiamato in causa fattori culturali, esprimendo l'idea che le produzioni di fantascienza della prima metà del XX secolo rappresentino un fattore importante nella spiegazione degli avvistamenti di UFO. Le connessioni tra gli UFO e la fantascienza sono state in seguito approfondite dallo statunitense Martin Kottmeyer, che ha illustrato in maniera grafica le similitudini tra gli extraterrestri dei film di fantascienza e i racconti di presunti incontri ravvicinati e rapimenti alieni.
Nel 2004 il francese Claude Maugé, professore di matematica e fisica e giornalista scientifico, ha proposto di modificare la definizione di ipotesi psicosociale, utilizzando al suo posto la definizione di "Teoria riduzionista composita del fenomeno UFO", dal momento che i fattori psicologici e sociali vengono integrati con altre spiegazioni convenzionali (es. fenomeni naturali) e alternative all'ipotesi extraterrestre e all'ipotesi interdimensionale.

## Sostenitori
L'ipotesi psicosociale trova sostenitori soprattutto in Francia e nel Regno Unito; tra i britannici vi sono Hilary Evans, David Clarke e diversi autori che scrivono per le riviste Magonia e Fortean Times. Negli USA la teoria è sostenuta da un'organizzazione di scettici, il Committee for Skeptical Inquiry. Tra i più noti sostenitori statunitensi della teoria si possono ricordare il neurologo Steven Novella e l'astrofisico Carl Sagan.

## Analisi della teoria
A differenza di altre teorie sugli UFO come l'ipotesi extraterrestre, l'ipotesi psicosociale non fornisce una singola spiegazione generalizzata dei fenomeni ufologici, ma chiama in causa varie ragioni di natura psicologica, sociologica e culturale, spiegando in modo differente i diversi aspetti del fenomeno ufologico.
Nel libro Il mondo infestato dai demoni, Carl Sagan ha citato alcuni esempi di spiegazioni compatibili con l'ipotesi psicosociale, secondo cui gli avvistamenti di UFO si possono spiegare con:
- errate interpretazioni di fenomeni naturali e oggetti naturali e artificiali: una nube, l'altocumulus lenticularis, può essere scambiata per un disco volante; un testimone che vede un pallone sonda e sbaglia a valutarne la distanza, può ritenere che si muova più velocemente di quanto non avvenga in realtà;
- fenomeni psicologici come allucinazioni, proiezioni psicologiche, falsi ricordi, fenomeni psicopatologici. A proposito delle allucinazioni, Sagan ha affermato che possono capitare anche a persone normali per effetto di stress, mancanza di sonno e deprivazioni sensoriali dovute alla solitudine prolungata.

Anche Hilary Evans ritiene che gli avvistamenti di UFO possano essere il risultato di processi psicologici. Certe persone sono più inclini di altre a generare fantasie e questo può giocare un ruolo importante negli avvistamenti di UFO insieme ad altri fattori, quali i traumi psicologici, i condizionamenti culturali e gli archetipi junghiani.
Secondo altri fautori di questa teoria, accanto ai meccanismi psicologici giocano un ruolo anche fattori sociali, tra cui vi sono i mezzi di comunicazione di massa. Philip J. Klass ritiene che le cosiddette "ondate di avvistamenti di UFO" si possano spiegare con il risalto che i mezzi di comunicazione danno al fenomeno, cosa che provoca nel pubblico effetti di suggestione che provocano un aumento degli avvistamenti nella zona. Un esempio di ciò si è avuto nel 1975 in Belgio a Beert, quando alcuni giovani portarono la foto di un UFO al giornale locale, che la pubblicò chiedendo ad eventuali testimoni di mettersi in contatto con la redazione. Numerose persone si presentarono al giornale dicendo di avere visto lo stesso oggetto, ma dopo qualche giorno i giovani dichiararono che la foto era falsa: un caso falso aveva dato origine a testimonianze false grazie ad un fenomeno di contagio psicologico.
L'ipotesi psicosociale spiega anche come mai i presunti alieni protagonisti di incontri ravvicinati e rapimenti siano diversi tra loro a seconda dell'area geografica e dell'epoca storica. Secondo Robert Sheaffer, sono i fattori culturali che fanno sì che i cosiddetti Nordici siano più frequentemente visti nel nord dell'Europa, i grigi nel Nordamerica e i nani pelosi in Sudamerica. Carl Sagan ha fatto notare che oggi a differenza degli anni sessanta non si vedono più marziani e venusiani, mentre gli omini verdi sono stati praticamente sostituiti dai grigi; Steven Novella ha commentato in proposito che l'aspetto degli alieni si evolve con l'epoca, in dipendenza di fattori culturali.
Fattori psicologici e sociali vengono chiamati in causa anche per spiegare il fenomeno dei rapimenti alieni. Secondo la psicologa Susan Clancy, le spiegazioni si possono cercare nella paralisi nel sonno e nella creazione di falsi ricordi; lo psicologo Chris French, dopo aver esaminato un gruppo di sedicenti rapiti, ha concluso che tali fenomeni si possono spiegare con cause psicologiche (come le allucinazioni e la paralisi nel sonno) senza necessariamente ricorrere agli extraterrestri. Carl Sagan a sua volta ha fatto notare che i rapimenti alieni, rari negli anni sessanta, sono aumentati di numero dopo un film televisivo trasmesso nel 1975 sul presunto rapimento dei coniugi Hill.
Secondo gli avversari dell'ipotesi psicosociale, essa non è in grado di spiegare gli avvistamenti di UFO che lasciano anche tracce fisiche, come segni sul terreno, tracce radar e filmati. Alcuni fautori dell'ipotesi psicosociale come Carl Sagan e Steven Novella ribattono che anche tali avvistamenti potrebbero avere cause terrestri, mancando prove inequivocabili che dimostrino il contrario, come manufatti di sicura origine extraterrestre sottoposti a serie analisi scientifiche. David Clarke non nega la possibile realtà fisica di certi fenomeni ufologici e ritiene pertanto che gli UFO dovrebbero essere oggetto di studio sia da parte di fisici che da parte di psicologi e sociologi; i fisici dovrebbero accertare se si tratta di fenomeni atmosferici poco conosciuti o ancora sconosciuti, mentre gli scienziati sociali dovrebbero approfondire le motivazioni che spingono certe persone a credere nell'origine extraterrestre o soprannaturale degli UFO anche in assenza di prove scientifiche concrete.